# Bassens (Gironda)
Bassens (en francès Bassens) és un municipi francès situat al departament de la Gironda i a la regió de la Nova Aquitània.

## Demografia
| 1962                                       | 1968  | 1975  | 1982  | 1990  | 1999  | 2007  |
| ------------------------------------------ | ----- | ----- | ----- | ----- | ----- | ----- |
| 3.396                                      | 4.841 | 6.133 | 6.695 | 6.472 | 6.978 | 6.656 |
| Des de 1962: població sense dobles comptes |       |       |       |       |       |       |

## Administració
| Període | Identitat         | Partit |
| ------- | ----------------- | ------ |
| 2001-   | Jean-Pierre Turon | PS     |

## Agermanaments
- Bassens (Savoia)
- Suances
- Kleinostheim